# Actaeon
Trong thần thoại Hy Lạp, Actaeon (/ækˈtiːən/; tiếng Hy Lạp cổ: Ἀκταίων Aktaion) là con trai của người chăn gia súc Aristaeus và công chúa Autonoe ở Boeotia, cũng là một người anh hùng nổi tiếng xứ Thebes. Giống như người anh hùng Achilles ở thế hệ sau này, Actaeon được nhân mã Chiron nuôi dạy.

## Câu chuyện

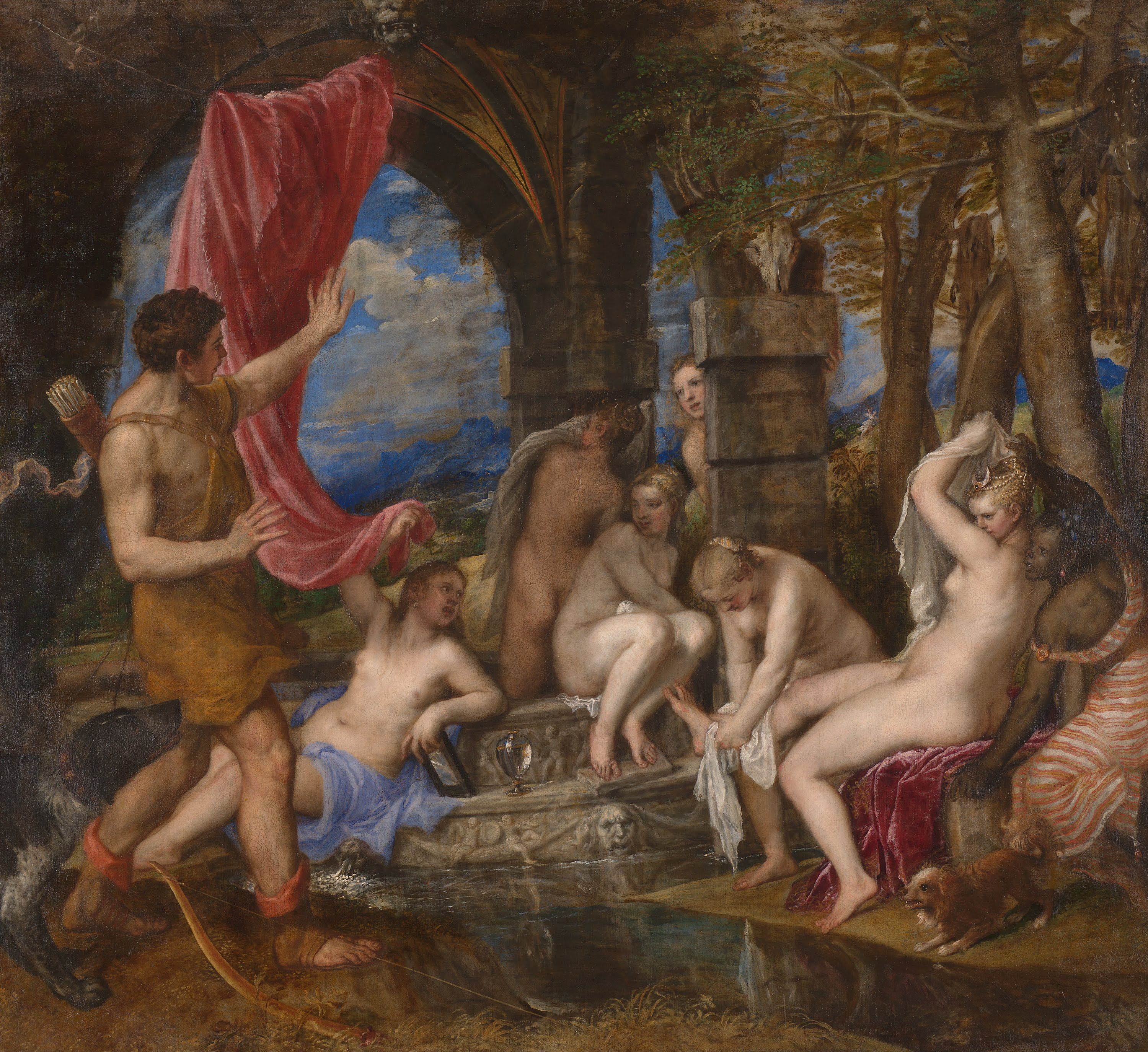
Diana và Actaeon, tranh của Titian (1556–59)

Theo nhà thơ Hy Lạp Callimachus, trong một lần nữ thần Artemis cùng với các tiên nữ đang tắm trong rừng thì Actaeon đang đi săn vô tình gặp cô. Vì thế mà Actaeon trông thấy được nữ thần khoả thân. Anh dừng lại và nhìn chằm chằm, kinh ngạc trước vẻ đẹp đến mê hồn của Artemis. Khi Artemis phát hiện ra, nữ thần từ đỏ mặt rồi vô cùng tức giận vì cô vốn luôn đề cao trinh tiết và sự trong trắng của mình. Cô đưa ra một hình phạt: nếu như Actaeon nói, anh sẽ lập tức bị biến thành một con hươu.
Khi nghe thấy tiếng gọi của nhóm mà mình đi săn, Actaeon đã hét lên và ngay lập tức bị biến hình. Lúc này, anh chạy trốn vào thật sâu trong rừng. Đến một cái ao, anh rên rỉ khi trông thấy hình ảnh phản chiếu chính mình trong ao. Những con chó săn của anh truy đuổi theo anh vì chúng nghĩ anh là con mồi mà không hề nhận ra anh. Trong nỗ lực để cứu lấy chính mình, Actaeon đã ngước mắt lên đỉnh Olympus cầu cứu các vị thần. Không có vị thần nào để tâm đến lời cầu cứu của anh. Thế rồi cuối cùng, bầy chó săn đã xé xác và ăn thịt Actaeon. Một phần mở rộng thêu dệt của thần thoại kể rằng những con chó săn sau khi phát hiện ra đã rất đau buồn trước cái chết của chủ nhân. Chiron đã tạc một bức tượng Actaeon sống động như thật đến nỗi những con chó săn tưởng rằng đó chính là Actaeon.

## Tên của những con chó săn
| Chó                       | Nguồn       | Nguồn | Nguồn   | Nguồn        | Phối ngẫu                 | Nguồn       | Nguồn | Nguồn   | Nguồn        |
| ------------------------- | ----------- | ----- | ------- | ------------ | ------------------------- | ----------- | ----- | ------- | ------------ |
| Chó                       | Apollodorus | Ovid  | Hyginus | Hyginus      | Phối ngẫu                 | Apollodorus | Ovid  | Hyginus | Hyginus      |
| Chó                       | Apollodorus | Ovid  | Ovid    | Tác giả khác | Phối ngẫu                 | Apollodorus | Ovid  | Ovid    | Tác giả khác |
| Acamas                    |             |       |         | ✓            | Aello (Bão)               |             | ✓     | ✓       |              |
| Aethon                    |             |       |         | ✓            | Alce (Dũng cảm)           |             | ✓     | ✓       |              |
| Agrius                    |             |       |         | ✓            | Agre (Đuổi theo)          |             | ✓     | ✓       |              |
| Amarynthus                | ✓           |       |         |              | Arcena                    | ✓           |       |         |              |
| Arcas                     |             |       | ?       |              | Arethusa                  |             |       |         | ✓            |
| Argiodus (Kéo)            |             | ✓     | ✓       |              | Argo                      |             |       |         | ✓            |
| Asbolos (Bồ hóng)         |             | ✓     | ✓       |              | Aura                      |             |       | ?       |              |
| Balius (Có đốm)           | ✓           |       |         |              | Canace (Kéo)              |             | ✓     | ✓       |              |
| Borax                     |             |       |         | ✓            | Chediaetros*              |             |       |         | ✓            |
| Bores                     | ✓           |       |         |              | Cyllo                     |             |       |         | ✓            |
| Boreas                    |             |       |         | ✓            | Dinomache                 |             |       |         | ✓            |
| Charops                   |             |       |         | ✓            | Dioxippe                  |             |       |         | ✓            |
| Corus                     |             |       |         | ✓            | Echione                   |             |       |         | ✓            |
| Cyllopodes                |             |       |         | ✓            | Gorgo                     |             |       |         | ✓            |
| Cyprius                   |             |       | ?       |              | Harpyia (Harpy)           |             | ✓     | ✓       | ✓            |
| Dorceus (Nhìn nhanh)      |             | ✓     | ✓       |              | Lachne (Lông dựng lên)    |             | ✓     | ✓       |              |
| Draco                     |             |       |         | ✓            | Lacaena                   |             |       |         | ✓            |
| Dromas (Chạy đua)         |             | ✓     | ✓       |              | Leaena                    |             |       |         | ✓            |
| Dromius                   |             |       |         | ✓            | Lycisca (Sói cái)         |             | ✓     | ✓       |              |
| Echnobas                  |             |       | ?       |              | Lynceste                  |             |       |         | ✓            |
| Elion                     |             |       | ?       |              | Melanchaetes (Lông đen)   |             | ✓     | ✓       |              |
| Gnosius                   |             |       | ?       |              | Nape (Hoang dã)           |             | ✓     | ✓       |              |
| Eudromus                  |             |       |         | ✓            | Ocydrome                  |             |       |         | ✓            |
| Haemon                    |             |       |         | ✓            | Ocypete                   |             |       |         | ✓            |
| Harpalicus                |             |       |         | ✓            | Oresitrophos (Lang thang) |             | ✓     | ✓       |              |
| Harpalos (Chụp lấy nhanh) |             | ✓     | ✓       |              | Orias                     |             |       |         | ✓            |
| Hylactor                  |             | ✓     | ✓       |              | Oxyrhoe                   |             |       |         | ✓            |
| Hylaeus                   |             | ✓     | ✓       |              | Poemenis (Chăn cừu)       |             | ✓     | ✓       |              |
| Ichneus                   |             |       |         | ✓            | Sagnos*                   |             |       |         |              |
| Ichnobates (Chạy đua)     |             | ✓     | ✓       |              | Sticte (Có đốm)           |             | ✓     | ✓       |              |
| Labros (Răng sắc nhọn)    |             | ✓     | ✓       |              | Theriope                  |             |       |         | ✓            |
| Lacon                     |             | ✓     | ✓       |              | Theriphone                |             |       |         | ✓            |
| Ladon                     |             | ✓     | ✓       |              | Therodamas (Dã man)       |             | ✓     | ✓       |              |
| Laelaps (săn)             |             | ✓     | ✓       |              | Therodanapis              |             |       | ?       |              |
| Lampus                    |             |       |         | ✓            | Urania                    |             |       |         | ✓            |
| Leon                      |             |       |         | ✓            | Volatos*                  |             |       |         | ✓            |
| Leucon (Lông trắng)       |             | ✓     | ✓       |              | Số                        | 1           | 13    | 15      | 20           |
| Lynceus                   | ✓           |       |         | ✓            |                           |             |       |         |              |
| Machimus                  |             |       |         | ✓            |                           |             |       |         |              |
| Melampus (Chân đen)       |             | ✓     | ✓       | ✓            |                           |             |       |         |              |
| Melaneus (Bộ lông đen)    |             | ✓     | ✓       |              |                           |             |       |         |              |
| Obrimus                   |             |       |         | ✓            |                           |             |       |         |              |
| Ocydromus                 |             |       |         | ✓            |                           |             |       |         |              |
| Ocythous                  |             |       |         | ✓            |                           |             |       |         |              |
| Omargus                   | ✓           |       |         |              |                           |             |       |         |              |
| Nebrophonos               |             | ✓     | ✓       |              |                           |             |       |         |              |
| Oribasos (Chân khỏe)      |             | ✓     | ✓       |              |                           |             |       |         |              |
| Pachylus                  |             |       |         | ✓            |                           |             |       |         |              |
| Pamphagos (Háu ăn)        |             | ✓     | ✓       |              |                           |             |       |         |              |
| Pterelas (Chân có cánh)   |             | ✓     | ✓       |              |                           |             |       |         |              |
| Spartus                   | ✓           |       |         |              |                           |             |       |         |              |
| Stilbon                   |             |       |         | ✓            |                           |             |       |         |              |
| Syrus                     |             |       |         | ✓            |                           |             |       |         |              |
| Theron (Bão tố)           |             | ✓     | ✓       |              |                           |             |       |         |              |
| Thoos (Chân nhanh nhẹn)   |             | ✓     | ✓       |              |                           |             |       |         |              |
| Tigris (Hổ)               |             | ✓     | ✓       |              |                           |             |       |         |              |
| Zephyrus                  |             |       |         | ✓            |                           |             |       |         |              |
| Số                        | 6           | 22    | 27      | 26           |                           |             |       |         |              |

Chú thích:

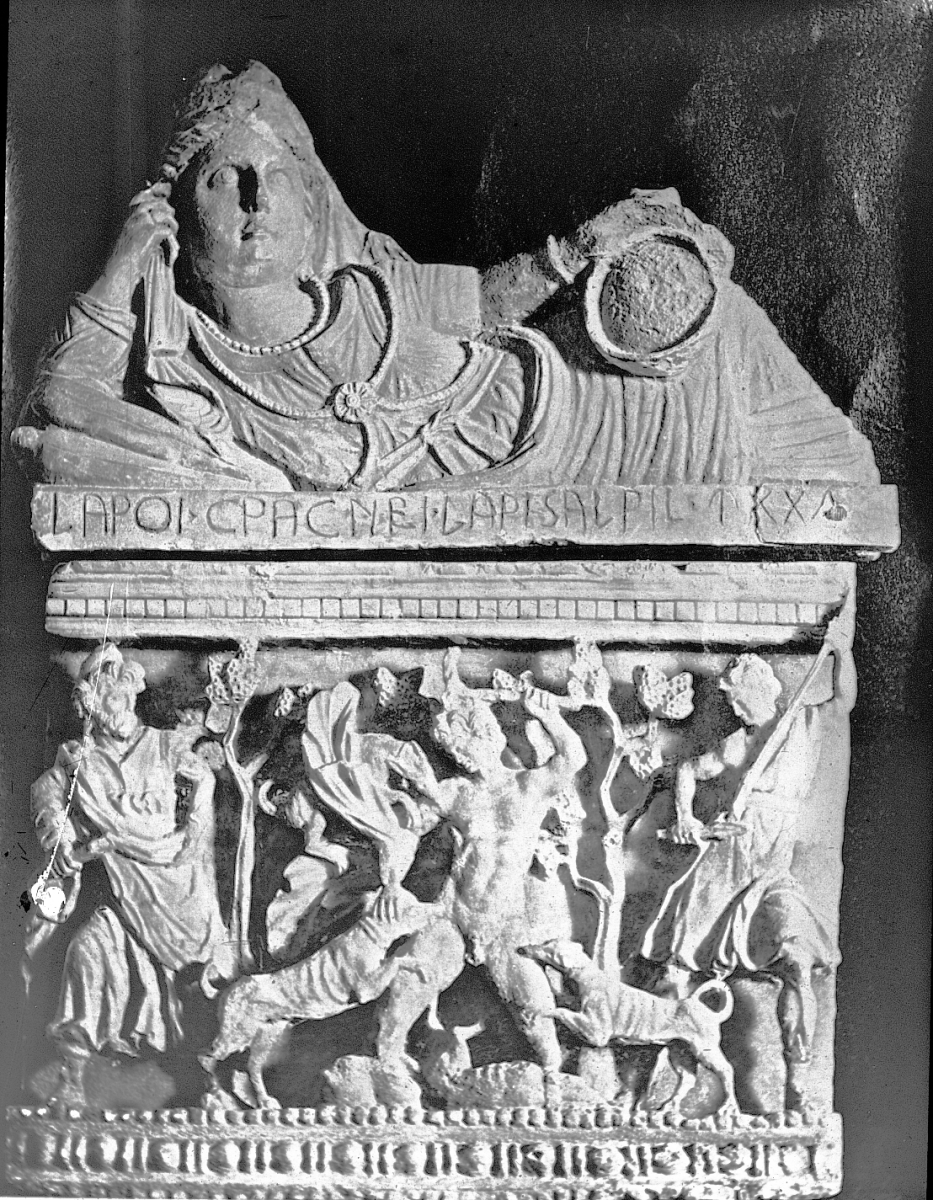
Volterra, Ý. Bình đựng tro cốt của Etruscan; Lũ chó của Diana xé xác Actaeon, Volterra. Kho lưu trữ Bảo tàng Brooklyn, Kho sưu tập lưu trữ Goodyear

- Tên của những con chó săn đã được xác minh là tương ứng với danh sách được đưa ra trong văn bản của Ovid, và các tên đã được phiên âm.[13]

## "Chiếc giường của Actaeon"
Vào thế kỉ thứ II sau Công nguyên, nhà du hành Pausanias được dẫn đến xem con suối trên đường ở Attica, bắt nguồn từ Eleutherae đến Plataea, ngay phía ngoài Megara "và chỉ xa hơn một chút so với một tảng đá. Nó được gọi là "chiếc giường của Actaeon", nơi mà người ta cho rằng Actaeon đã nghỉ lại mỗi khi cảm thấy mệt mỏi sau những chuyến đi săn. Và cũng ở con suối đó, anh đã nhìn thấy nữ thần Artemis tắm mình trong đó."
"Có một truyền thuyết ở Orchomenus kể về một bóng ma hay ngồi trên một tảng đá đã làm hại vùng đất của họ. Và khi họ đến hỏi nhà tiên tri ở đền Delphi, vị thần bảo họ hãy chôn bất cứ thứ gì còn sót lại họ có thể tìm thấy về Actæon: ông ta cũng bảo họ tạo một bản sao của bóng ma rồi buộc nó cùng với sắt vào tảng đá. Bản thân tôi đã chứng kiến điều này, và hàng năm họ đều tổ chức nghi lễ tang cho Actæon."